# Nicolas Ponsardin
Pour les articles homonymes, voir Ponsardin.
Ponce Jean Nicolas Philippe Ponsardin, baron Ponsardin, né à Reims le 22 octobre 1747 et mort dans la même ville rue Cérès le 25 octobre 1820, est un industriel et un homme politique rémois.

## Homme politique et de commerce

### Sous l'Ancien Régime
Il est le fils de Adrien Ponsardin (1677-1775), important marchand-fabricant drapier de Reims, contrôleur de la Communauté des Fabricants (1746) et receveur fiscal de sa paroisse qui fonde la Maison Ponsardin en 1728, et de Dame Marie Nicole Marconville.
Après de bonnes études au collège des Bons-Enfants de Reims, Ponsardin effectue trois années de droit (1763-1766) dont il ressort diplômé bachelier (1764) et licencié (1765). Ses études terminées, il entre dans la maison de son père dont il développe considérablement les affaires. Il est cité en 1788 comme le premier fabricant drapier de Reims en employant un nombre constant de mille ouvriers. Il avait en outre sous l'Ancien Régime les fonctions de "Grand-Garde des Marchands" (à l'âge de 22 ans), administrateur de l’hôpital Général, Juge-Consul et conseiller-échevin de Reims.
D'un naturel affable et conciliant, libéral, Ponsardin est relativement imprégné des idées révolutionnaires qui régnaient alors à la Faculté de Droit de Reims, où il est notamment le condisciple de Linguet et de Jean Lethinois, le secrétaire de Voltaire. Il entretenait de bons rapports avec le conventionnel ouvrier Armonville, dont il fera rentrer le fils Jean-Regnault, futur professeur de mathématiques, à l'école des arts et métiers de Châlons.

### Période révolutionnaire
Membre du Conseil de Ville, Nicolas Ponsardin occupe à Reims, à la veille de la Révolution, une situation importante et sa fortune est considérable. Il est choisi parmi les notabilités de la ville pour complimenter le roi lors de sa venue à Reims en juin 1775 pour son sacre :

Au départ de la Cour, l'Intendant de Champagne et Monsieur Ponsardin sortirent du cortège des notables pour s'approcher, sur un signe du maître des cérémonies, du carrosse de Sa Majesté. 

« Messieurs, leur dit Louis XVI, on n'est pas plus satisfait que je le suis des habitants de Reims. Tout s'est passé pour le mieux, et je suis content de l'ordre que vous avez mis au cérémonial. Portez, je vous prie, toutes mes félicitations à l'Hôtel de Ville. »

Principale fortune de Reims en 1789, il est le 14 mars l'un des trente délégués élus pour représenter la ville à l'Assemblée du Tiers état du bailliage de Reims afin de nommer les députés aux États généraux.
Élu officier municipal (10 février 1790 - démissionnaire le 20 juin 1790), il est ensuite élu au Directoire du nouveau conseil général de la Marne (30 juin 1790). Il est inscrit au Club des Jacobins de Reims en date du 28 frimaire de l'an II (28 novembre 1793), qu'il préside à deux reprises (4-19 mars 1794 et 18 octobre-19 novembre 1794). Il est présent en cette qualité à la tête du cortège d'une cérémonie patriotique de plantation d'un Arbre de la liberté organisée le 30 ventôse an II par la Section du Temple de la raison, au son de la musiques et des tambours, des chants et banderoles, le front ceint du bonnet phrygien et donnant le bras au Président de la Section du Temple de la raison.

Au Club des Jacobins, Ponsardin se fait remarquer par sa pondération et son désir d'apaisement. Ainsi, lors d'une séance du 7 floréal an II: 

« Tant qu'un homme n'est pas reconnu coupable, il est présumé innocent. J'ignore les motifs qui ont fait arrêter Noël (nom de l'accusé), mais il s'est ici montré patriote ; je propose de lui donner des défenseurs officieux. »

Cette proposition fut appuyée de toutes parts.

### Sous le Consulat et l'Empire
Nicolas Ponsardin est appelé à siéger, dès sa fondation en 1801, parmi les neuf membre du Conseil Supérieur du Commerce, en est nommé vice-président en 1809 puis président en 1817 de la désormais Chambre de commerce de Reims. Il est également président du tribunal de Commerce pendant dix-huit ans, maire de Reims de 1810 à 1820, membre du Collège Électoral du Département de la Marne, membre et ancien président du Conseil général du même Département.
Lors de sa visite à Reims en 1803, Bonaparte Premier Consul loge à l'hôtel Ponsardin du 18 de la rue de Vesle, où loge son fils (et non à l'hôtel actuel de Chambre de commerce). Ponsardin fait pour l'occasion encadrer sur l'un des murs une plaque de marbre sous un portrait du Premier Consul, dix vers en latin dont il est l'auteur :
La Corse est mon pays, la France est mon séjour.
A travers mille feux j'ai dompté l'Italie,
Parcourant en vainqueur les peuples, tour à tour 
J'étonnai l'univers, l'Afrique et la Syrie.
J'ai franchi comme un foudre et les monts et les mers ;
Les fleuves, les rochers, les chaleurs, les hivers.
Les troupes, les combats, tout cède à mon courage ;
Les lauriers sur mon front déposent leur ombrage,
Thémis revient dicter ses bienfaisantes lois,
La discorde en fureur s'éloigne de la terre.
Après avoir remis la France dans ses droits
Il ne me reste plus qu'à dompter l'Angleterre !

« Qu'on retire le portrait, ces vers son trop flateurs. »

— Bonaparte Premier Consul
Nicolas Ponsardin préside en juin 1811 la députation du Conseil de Ville aux célébrations données en l'honneur du baptême du Roi de Rome et fait également partie de celle d'octobre 1813, avec le procureur impérial Dessain de Chevrières, envoyée vers Marie-Louise, pour lui offrir de l'argent et des hommes afin d'aider l'Empereur à reconstituer son armée. Chevalier de la Légion d'honneur et de l'Empire (décoré le 27 juillet 1810 par le général sénateur comte de Valence), cette démarche lui vaut le titre de baron (décret du 7 janvier 1814), titre plus tard confirmé par Louis XVIII (1815).

### Sous la Restauration et les Cent jours
On annonce à Reims le 9 avril 1814 au matin l'abdication de Napoléon et le retour des Bourbons.
On retrouve Ponsardin, qui avait quitté Reims le 6 février 1814 pour le Mans, au sein de la députation rémoise qui arrive à Paris le 16 avril. Prenant la parole, il déclare lors de l'audience de Monsieur du 18 avril: 

« Monseigneur, la ville de Rheims, que nous avons l'hommeur de représenter auprès de Votre Altesse Royale, vient adhérer avec transport, aux grandes mesures qui ont été prises pour le rétablissement de l'autorité légitime et sacrée de nos Rois.
 Nos cœurs, flétris par vingt-quatre années de malheurs, osaient à peine se livrer à l'espérance, lorsque ces mots se firent entendre: Monsieur arrive, Monsieur est arrivé !
 (...) Qu'il est doux pour la France, Monseigneur, de retrouver dans le précurseur de Louis XVIII un Prince dont le caractère affable offre le mélange heureux des qualités qui firent chérir à nos pères François Ier et Henri IV. Elle voit en vous sa seconde espérance. Spes altera Romae ! Vive le Roi, Vie Monseigneur, Vivent les Bourbons ! »

Brièvement investi des fonctions de sous-préfet de la Marne du 9 au 28 mai 1814, le temps du retour de Leroi à son ancien poste, Ponsardin est élu député de Reims pendant les Cent-Jours, en mai 1815, et membre du conseil général de la Marne.
L'année 1816 à Reims fut terrible, nous dit Victor Fiévet ; du fait des conséquences de la guerre, la ville manquait de tout et la misère entrainait des émeutes et du brigandage. « De cette extrémité, nous dit-il, Monsieur Ponsardin convoqua toutes les corporations rémoises, fit un appel à la piété nationale, tira lui-même se sa bourse une large aumône, et réussit à provoquer en faveur des malheureux une collecte féconde. Il n'y eut qu'une voix pour signaler le Baron Ponsardin à la reconnaissance du pays, et c'était la voix de tout le monde.» Il est nommé président des hospices de la ville en 1817. On lui doit l'érection en 1818 de la nouvelle statue de Louis XV Place Royale, par Pierre Cartellier, qu'il inaugura avec le sous-préfet tous deux armés d'une truelle d'argent.
Ponsardin meurt le 25 octobre 1820. Ses obsèques sont célébrées en grande pompe en la cathédrale de Reims le 27 octobre.
Le 16 août 1849, la ville de Reims reconnaissante donne son nom à l'une de ses plus longues rues.

« Toutes les belles qualités qui en sont chez la plupart des hommes que le fruits du temps, devançaient chez Monsieur Ponsardin les années. »

— Discours d'ouverture du 30 octobre 1820 de la Chambre de commerce de Reims par son Président, le vicomte Irénée Ruinart de Brimont.

## Vie privée
Il épouse à Reims en 1777 Marie Jeanne Josèphe Clémentine Huart-Letertre (1760-1837), fille de François (1700-1776) négociant à Reims et de Marie Barbe Ruinart, fille de Nicolas Ruinart (1697-1769), fondateur de la célèbre Maison homonyme, et tante du vicomte Irénée Ruinart de Brimont. Un portrait du baron Ponsardin, peint par Léon Job, fut donné en 1853 à la Ville de Reims par l'une de ses deux filles, Barbe Nicole Ponsardin qui s'illustra dans le commerce du champagne sous le nom de Veuve Clicquot-Ponsardin. Sa deuxième fille est Clémentine Ponsardin (1783-1867), épouse du baron Jean Nicolas Barrachin, mère du député Augustin Barrachin et belle-mère de Félix-Désiré Delbeck, fondateur de la Maison de champagne Delbeck. Par sa fille Clémentine, il est également l’ancêtre de Paul de Lanouvelle, fondateur du Champagne Lanouvelle.

## Construction
Il édifia rue Cérès l'Hôtel Ponsardin vers 1780, qui fut ensuite donné à la Chambre de commerce où elle a toujours son siège. Il repose au Cimetière du Nord, dans l'imposante chapelle Clicquot-Ponsardin, où l'on peut voir, sous son tortil de baron, ses armes parlantes. La rue Ponsardin lui est dédiée

## Armes parlantes
Armes du Baron Ponsardin : d'argent à la fasce d'azur, chargée d'une sardine d'or, accompagnée en chef d'une muraille crénelée de sable, adextrée d'une tour carrée, et en pointe d'un pont à trois arches du même, soutenu d'une rivière de sinople (Grand Armorial de France, tome V, page 330, lignes 4,5 et 6).

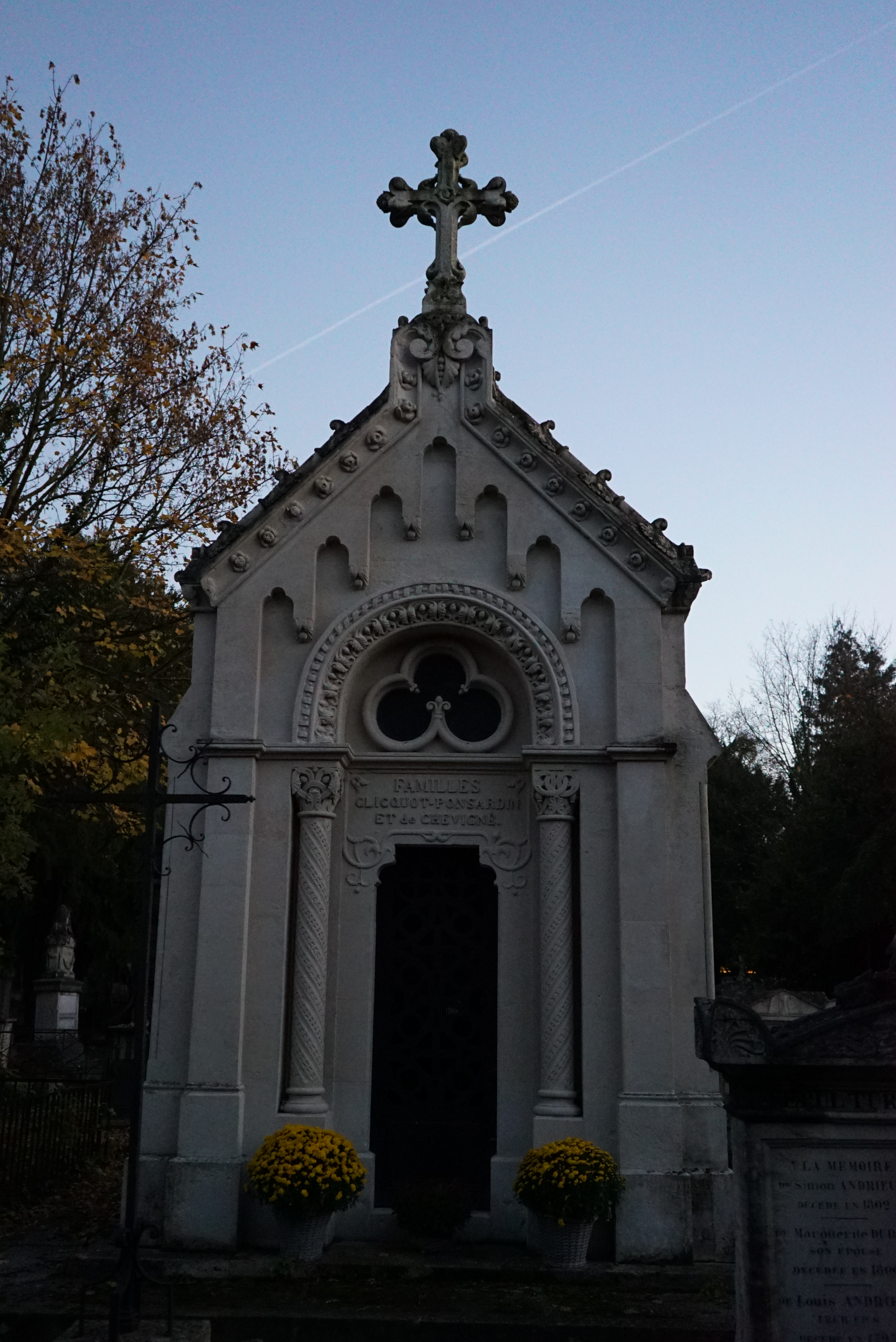
La chapelle familiale au cimetière du Nord
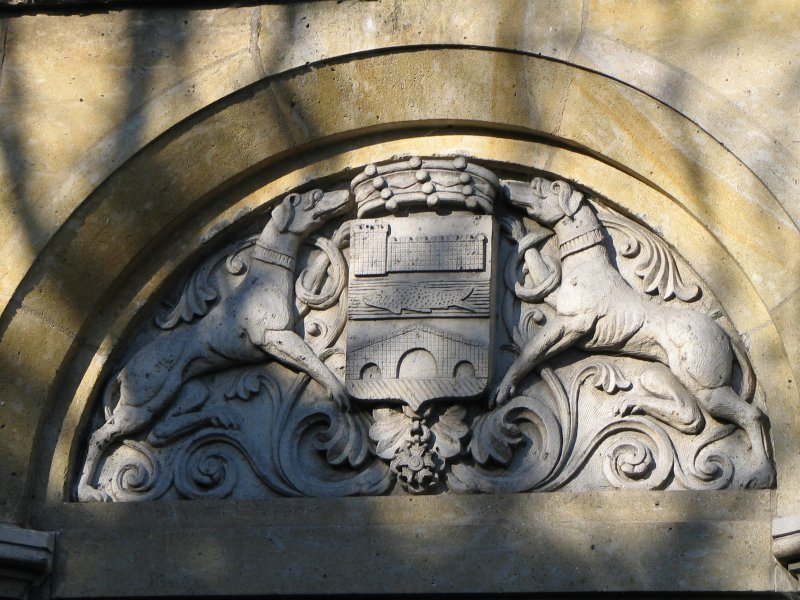
Les armes sculptées

## Source
- Georges Lallemand, Le baron Ponsardin, Société des amis du vieux Reims, 1953 BNF
- Grand Armorial de France, tome V, page 330, lignes 4,5 et 6